# Булгаков, Николай Афанасьевич
Никола́й Афана́сьевич Булга́ков (20 августа [1 сентября] 1898, Киев — 13 июня 1966, Кламар) — русский и французский учёный, биолог, бактериолог, доктор философии, брат писателя Михаила Булгакова, прототип Николки Турбина из романа «Белая гвардия».

## Биография
Родился в семье Афанасия Ивановича и Варвары Михайловны Булгаковых. Учился в киевской Александровской гимназии.
В начале октября 1917 года Николай поступил в Киеве в военное Алексеевское инженерное училище и стал юнкером. Участвовал в октябрьских уличных боях 1917 года, после которых юнкерские училища были распущены.
1 сентября 1918 года стал студентом 1-го курса медицинского факультета Киевского университета. В университете Николай Булгаков проучился чуть больше двух месяцев.
Уже 14 ноября 1918 года в Киеве было объявлено военное положение и временно закрыты все высшие учебные заведения. Военная молодёжь Киевского университета горячо поддержала формирование Киевской добровольческой дружины Национальной гвардии под командованием генерал-майора Льва Кирпичёва. Это дружина создавалась под патронажем Министерства внутренних дел Украинской державы и непосредственным покровительством министра Кистяковского, которому гетман Скоропадский предоставил неограниченные полномочия. В эту дружину вступил добровольцем Николай Булгаков.
После того, как немцы оставили Киев, стало понятно, что Киев Скоропадскому не удержать. Утром 14 декабря 1918 года добровольческие части, выступавшие на стороне Деникина, оставили фронт и бросились в Киев. За ними по пятам, не вступая в бой, шли украинские части, перешедшие на сторону Директории УНР. Бойцы дружины Кирпичёва сгрудились у здания Педагогического музея, где вынуждены были сдаться. Они стали пленниками и были собраны в музее.
Елена Сергеевна Булгакова записала со слов жены Николая Афанасьевича семейную легенду, которая даже имела название «Как педель Максим спас Николку»: 
«Когда петлюровцы пришли, они потребовали, чтобы все офицеры и юнкера собрались в Педагогическом музее Первой гимназии (музей, где собирались работы гимназистов). Все собрались. Двери заперли. Коля сказал: „Господа, нужно бежать, это ловушка“. Никто не решался. Коля поднялся на второй этаж (помещение музея он знал, как свои пять пальцев) и через какое-то окно выбрался во двор. Во дворе был снег, и он упал в снег. Это был двор их гимназии, и Коля пробрался в гимназию, где ему встретился Максим (педель). Нужно было сменить юнкерскую одежду. Максим забрал его вещи, дал ему надеть свой костюм, и Коля другим ходом выбрался — в штатском — из гимназии и пошёл домой. Другие были расстреляны».
Весной и летом 1919 года Николай Булгаков был студентом медицинского факультета Киевского университета, а потому ни петлюровская мобилизация в армию УНР, ни мобилизация в украинскую Красную армию ему не грозили. В конце августа 1919 года в Киев вошли «белые» части, и Николай Булгаков как бывший юнкер-инженер был призван в Добровольческую армию и отправлен в Одессу, в Сергиевское артиллерийское училище для окончания военного образования.
В феврале 1920 года к Одессе подошли войска Красной армии РСФСР. Для обороны города юнкера-сергиевцы были выведены на улицы города, где охраняли порядок, отбивали атаки местных большевиков и «красных» частей и блокировали их попытки прорваться к Одесскому порту.
Днём 6 февраля 1920 года, по приказу командования, Сергиевское училище оставило город — на транспорте «Николай» было переправлено в Севастополь. На следующий день в Одессу вошли части Красной армии.
По прибытии училища в Севастополь генерал Яков Слащёв (прототип Хлудова из пьесы Михаила Булгакова «Бег») приказал юнкерам отбыть на фронт, проходивший по крымскому перешейку.
В Крыму Николай был ранен в правое лёгкое. Из Крыма вместе с Русской армией генерала Врангеля Николай Булгаков с училищем был эвакуирован в ноябре 1920 года на транспорте «Риона» в Турцию, в лагеря близ Галлиполи.

### В эмиграции
12 июля 1921 года, в день именин генерала Врангеля, состоялось производство в офицеры юнкеров Сергиевского училища. Прапорщиком стал и Николай Афанасьевич Булгаков.
Из Турции в 1921 году Николай перебрался в Хорватию (тогда — часть Королевства Югославия), где поступил в Загребский университет на медицинский факультет.
Вот как в своём письме матери 16 января 1922 года Николай Афанасьевич описывает свою жизнь:
«После довольно бедственного года, проведённого мною в борьбе за существование, я окончательно поправил свои лёгкие и решил снова начать учебную жизнь. Но не так легко это было сделать: понадобился целый год службы в одном из госпиталей, чтобы окончательно стать на ноги, одеться с ног до головы и достать хоть немного денег для начала тяжкого в нынешние времена учебного пути. Это была очень тяжёлая и упорная работа: так, например, я просидел взаперти 22 суток один-одинёшенек с оспенными больными крестьянами, доставленными из поражённого эпидемией уезда. Работал в тифозном отделении с 50 больными, и Бог меня вынес целым и невредимым. Всё это смягчалось сознанием, что близка намеченная цель. И действительно, я скопил денег, оделся, купил всё необходимое для одинокой жизни и уехал в Университет (Загребский), куда меня устроил проф. Лапинский по моим бумагам. Сначала работал, сколько сил хватало, чтобы показать себя. Теперь я освобождён от платы за нравоучение и получаю от Университета стипендию, равную 20—25 рублей мирного времени. Половину этого (или немного менее) отнимает квартира, отопление, освещение, а остальное на прочие потребности жизни: еду и остальные…»
Его старший брат Михаил старался материально помочь Николаю и высылал ему деньги за границу. Однако с 1929 года в связи с прекращением публикаций в печати и снятием с репертуара пьес Михаил Афанасьевич уже не мог больше посылать денег. После окончания Загребского университета Николай остался там при кафедре бактериологии в аспирантуре.
В 1929 году Николай защитил диссертацию на степень доктора философии — его специализацией были бактериофаги. На работы Николая Булгакова обратил внимание первооткрыватель бактериофага профессор Феликс д’Эрелль и вызвал к себе в Париж. Туда Николай Афанасьевич прибыл в августе 1929 года, о чём сообщил 17 августа брату в Москву: «Условия дают мне возможность скромно жить, ни от кого не завися, я этого давно не имел».
В 1932 году Николай Афанасьевич женился на Ксении Александровне Яхонтовой, дочери профессора-эмигранта. В декабре 1935 года по поручению д’Эрреля отбыл в Мексику, где в течение трёх месяцев читал лекции.
Николай Булгаков в 1941 году (после начала германо-югославской войны) как подданный Югославии был арестован немецкими оккупационными властями во Франции и отправлен в лагерь для интернированных в районе Компьена, где работал врачом. Он участвовал в Движении Сопротивления, в том числе содействовал побегу нескольких узников.
После войны работал в институте Пастера.
За научные достижения французское правительство наградило Николая Афанасьевича орденом Почётного легиона.
Умер Николай Афанасьевич Булгаков 13 июня 1966 года от разрыва сердца в парижском пригороде Кламар. Он был похоронен на русском кладбище Сент-Женевьев-де-Буа.

## Прототип Николки Турбина
Вторая жена писателя Любовь Белозерская-Булгакова в книге «Воспоминания» писала:
«Один из братьев Михаил Афанасьевича (Николай) был тоже врачом. Вот на личности младшего брата, Николая, мне и хочется остановиться. Сердцу моему всегда был мил благородный и уютный человечек Николка Турбин (особенно по роману „Белая гвардия“. В пьесе „Дни Турбиных“ он гораздо более схематичен.). В жизни мне Николая Афанасьевича Булгакова увидеть так и не удалось. Это младший представитель облюбованной в булгаковской семье профессии — доктор медицины, бактериолог, учёный и исследователь, умерший в Париже в 1966 году. Он учился в Загребском университете и там же был оставлен при кафедре бактериологии».